# Mariano Werner
Mariano Raúl Werner (Ciudad de Paraná, Entre Ríos, Argentina; 30 de diciembre de 1988) es un piloto argentino de automovilismo de trayectoria nacional. A lo largo de su carrera ha ganado siete campeonatos nacionales: Fórmula Renault Argentina (2006 y 2007), Turismo Nacional Clase 3 (2017), Turismo Carretera (2020, 2021 y 2023) y TC Pick Up (2023).

## Biografía

### Inicios
Nacido en la capital entrerriana, Mariano Werner fue el quinto de seis hermanos y el menor de los dos varones de la familia. De pequeño intentó emular a su hermano mayor Gabriel, metiéndose a competir en kartings, donde debutara en 1996, misma fecha en la que Gabriel concretaría su temporada más regular dentro de la Fórmula 3 Sudamericana, alcanzando nada más ni nada menos que el subcampeonato de la Clase B. En su año debut, Mariano Werner se consagró campeón de la Categoría Escuela Río Paraná. Tras este lauro, comenzó a escalera dentro del mundo del kart, obteniendo títulos en los años 1998, 1999 y 2000. Su ascenso tendría un vertiginoso avance, hasta llegar a su debut en 2005 en la Fórmula Renault Argentina.

### Fórmula Renault
En 2005, Mariano Werner haría su debut en la Fórmula Renault Argentina Acompañado por su padre José, dentro del equipo familiar Werner Competición, Mariano inicaría su camino dentro del automovilismo argentino y ya en su año debut asombraría llevándose 2 victorias, 3 podios y 4 pole positions. Tales números lo terminaría haciendo finalizar en la cuarta ubicación con 101 puntos, siendo el mejor debutante en ese año. Tras su debut, Werner comenzaría a afianzarse carrera a carrera dentro de la Fórmula Renault, siempre corriendo bajo el ala de su padre José. En 2006 y al comando de su unidad Crespi, Mariano lograría su primer gran logro dentro del automovilismo al consagrarse por primera vez como Campeón Argentino de Fórmula Renault, alcanzando una cosecha de 7 victorias, 7 podios y 8 pole positions, lo que lo colocó al frente de las posiciones con 175 unidades y estableciendo una ventaja inalcanzable de 49 puntos, respecto de su escolta de ese año Néstor Girolami. Sin embargo, aun con este campeonato correspondía que al año siguiente ascienda al TC 2000, pero la falta de cupo en los equipos de esa categoría lo obligaron a seguir un año más dentro de la Fórmula.
En 2007 y con todas las butacas del equipo de su padre ocupadas, Mariano decide dar un paso muy importante en su carrera deportiva, al aliarse con su hermano mayor Gabriel Werner para crear su propia escudería de competición, a la par del equipo familiar. De esta forma, nacería el Werner Juniors Competición, equipo donde Mariano se daría el lujo de pintar el "1" en la categoría escuela (hecho que no ocurría desde el año 1991, cuando su coterráneo y futuro jefe de equipo en el TC, Omar Martínez lo hiciera, consagrándose ese año bicampeón de la categoría) y donde Gabriel daría sus primeros pasos como director deportivo, independizado de su padre José. Ese año el equipo se armaría con tres unidades, con Mariano a la cabeza, secundado por Matías Muñoz Marchesi y Facundo Ardusso. Lamentablemente, la fatalidad se cruzaría en el camino del novel equipo, cuando el 23 de noviembre de 2007 y durante el desarrollo de una competencia de la Fórmula Renault Interprovincial (donde el Werner Competición también tomaba partido), Gabriel fallecería forma trágica, al estallarle en el rostro un neumático de una de sus unidades, cuando efectuaba maniobras sobre el mismo, dentro del camión de aprovisionamiento de estos elementos.

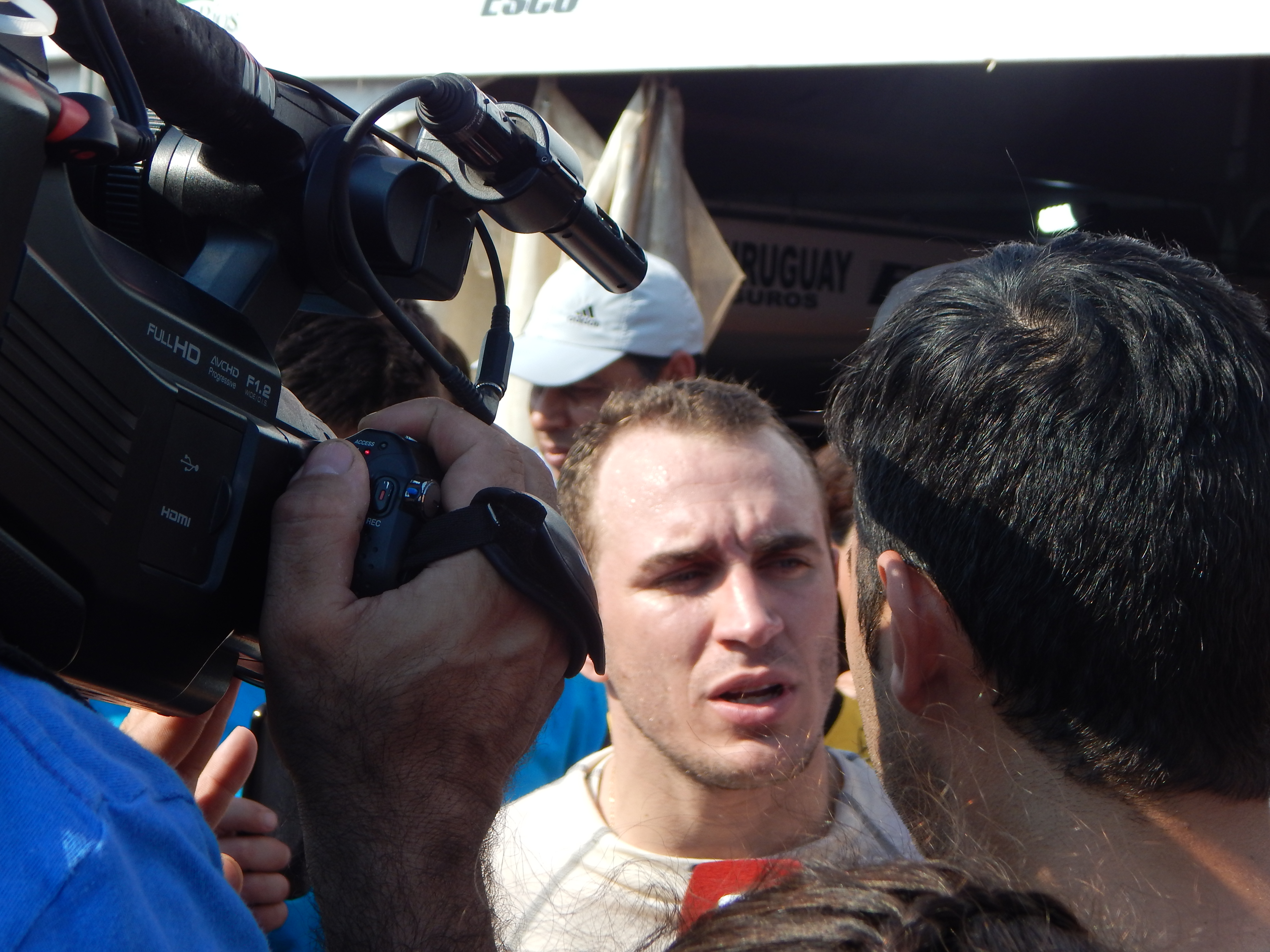
Werner en una conferencia luego de una carrera del TC, en Paraná 2015.

El fallecimiento de Gabriel, caló hondo en el seno de la familia Werner, quienes en homenaje a su hijo decidieron hacerse cargo del equipo Werner Juniors y continuar con la labor iniciada por el mayor de los dos hermanos varones. Ese año, Mariano Werner revalidaría su título de la Fórmula Renault, cosechando 236 unidades y superando a Guido Falaschi por la abultada diferencia de 104 unidades, una de las más altas en la historia de la categoría. Asimismo, obtendría ese año un total de 9 victorias anuales lo que lo depositaron como el piloto más ganador dentro de una temporada, en la historia de la FR, superando por un solo logro a Gabriel Ponce de León quien ganó 8 carreras en 1998. De esta forma, el joven entrerriano emularía al consagrado Omar Martínez, bicampeón de la Fórmula Renault en el bienio 1990-1991 y quien además de ser su comprovinciano, más tarde sería su jefe de equipo dentro del Turismo Carretera.

### TC 2000 y Súper TC 2000
A todo esto, con el bicampeonato de FR en su bolsillo, finalmente ese mismo año se daría su postergado debut dentro del TC 2000, cuando fue convocado para reemplazar por los últimos cuatro compromisos del año al excampeón de Fórmula 3 Sudamericana, Gabriel Furlán. Tras su ascenso al TC 2000, su familia decidió unificar los equipos Werner y Werner Juniors, para fundirlos en uno solo y bajo el nombre de Gabriel Werner Competición, en homenaje a su fallecido hermano.
Tras la transformación del campeonato en el nuevo Súper TC 2000, pasó a competir en esta debutando en 2012, siempre con Toyota y pasando en 2014 a ser piloto oficial del Equipo Fiat Petronas. Fue subcampeón en 2012, tercero en 2010, quinto en 2012 y 2016, y sexto en 2013 y 2014, a la vez que obtuvo la Copa Endurance Series 2010.
Posteriormente fue piloto del Team Peugeot Total Argentina y del Fiat Racing Team (ambos de la estructura DTA), hasta su retiro de la categoría en 2019.

### Turismo Carretera

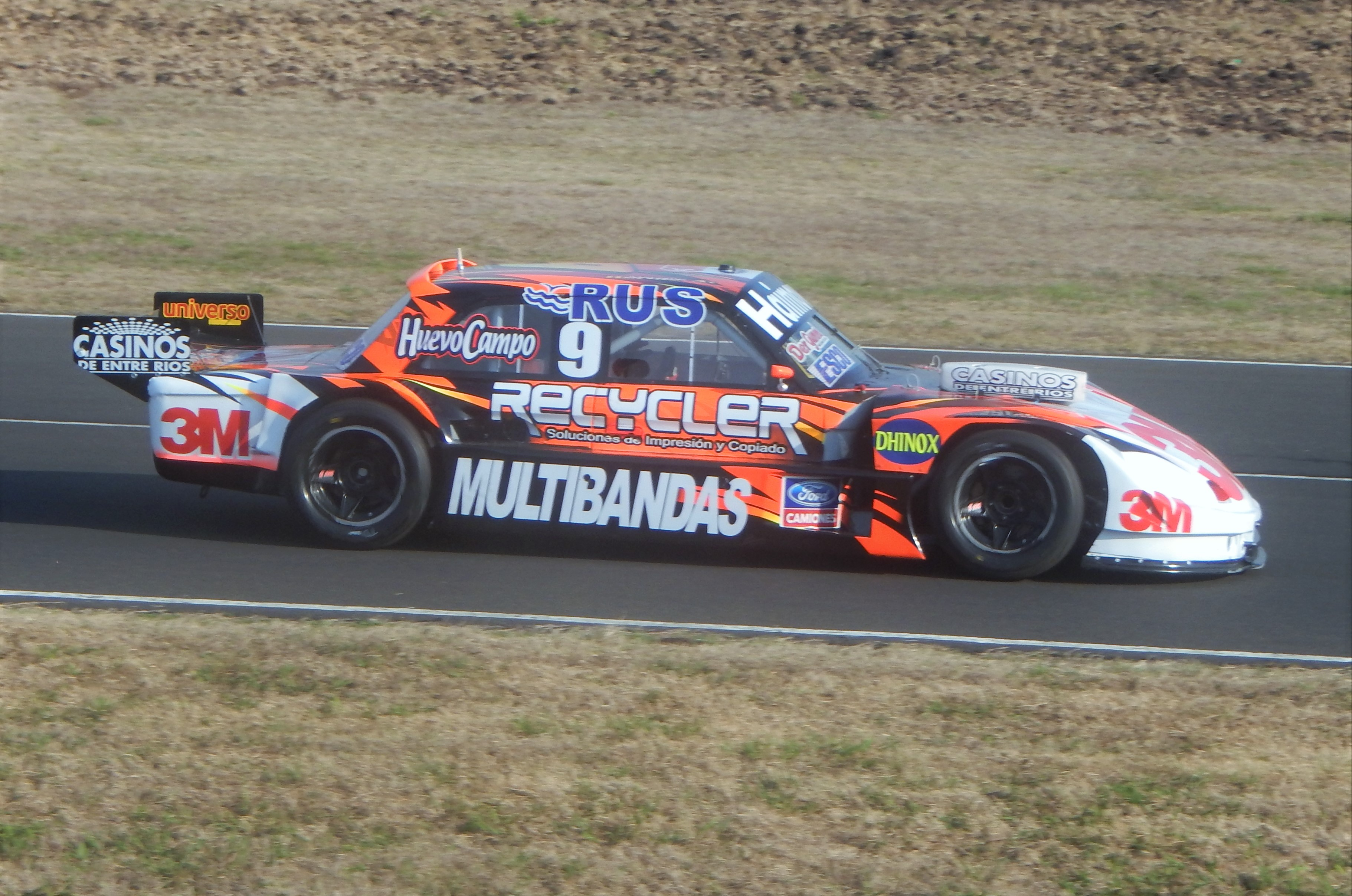
Werner en el Autódromo de Paraná, en la octava fecha de la temporada 2015 del TC.

Se destaca también por su participación en el Turismo Carretera, categoría a la que llegó luego de incursionar en el TC Pista, a bordo de un Ford Falcon en 2003. Fue subcampeón en 2013 y tercero en 2010 y 2016. En 2010, quedó a las puertas de obtener un lauro más a su palmarés, al haber perdido el Campeonato de Turismo Carretera, luego de un vibrante duelo mano a mano con Agustín Canapino. Ambos pilotos llegaron a la última fecha sin haber ganado una carrera final, lo cual es requisito fundamental para proclamarse campeón. Este requisito jugó en contra de Werner, ya que si bien sumó más puntos que Canapino, la falta de una victoria y la posterior victoria del piloto arrecifeño, provocaron el segundo caso de default reglamentario en la historia del TC.
Werner se vio involucrado en una polémica definición del campeonato de 2016. Werner y Matías Rossi eran los principales rivales por el título, además de otros pilotos que también tenían chances de ser campeón, entre ellos Guillermo Ortelli. En la última curva de la última vuelta, Werner intentó un sobrepaso sobre Rossi, quien en ese momento era líder del campeonato. Werner se salió de la pista y, al volver, chocó al automóvil de Rossi. Ambos perdieron el control y cayeron fuera de los 20 primeros clasificados, lo que le otorgó el título a Ortelli. Por esto, Werner inicialmente fue suspendido un año por la ACTC y una multa. Tras una apelación del entrerriano, la suspensión pasó a ser de seis meses y también se redujo la sanción económica.
Werner se reincorporó al TC en la séptima fecha de la temporada 2017. Ganó dos fechas más tarde y finalizó ese campeonato en el puesto 23.º.

### Otros campeonatos
Werner compitió también en las categorías Top Race V6, en la que tuviera una única participación en 2010, y Turismo Nacional (Clase 3) en la que resultó sexto en 2014 a bordo de un Peugeot 308. Ganó este campeonato en 2017, con un Fiat Linea del equipo FP Racing.
En 2020 debutó en TC Pick Up con el equipo Homero Racing. Terminó tercero en el campeonato con dos victorias. Al año siguiente fue contratado por Toyota Gazoo Racing Argentina para ser piloto junto a Andrés Jakos. Nuevamente ganó dos carreras y quedó tercero.
En 2023, Werner debutó a nivel internacional al concretar el proyecto de TA2 Series, la división inferior de la Trans-Am estadounidense, junto al Memo Corse de Marcelo Occhionero.

## Vida personal
Es hermano del fallecido piloto Gabriel Werner.
Su familia está ligada al automovilismo, ya que su padre José Werner, es propietario del equipo Werner Competición, con el cual obtuvo su primer título, y su hermano mayor, el fallecido expiloto Gabriel Werner, fundó un equipo paralelo con el cual Mariano obtuvo el segundo título. Sin embargo, no todas fueron buenas en la carrera de Mariano, ya que su hermano Gabriel (expiloto de Fórmula 3 Sudamericana) falleció el 23 de noviembre de 2007, a causa de un trágico accidente mientras ejecutaba maniobras mecánicas, atendiendo los autos de su equipo. El piloto colaboró junto a su familia en la atención de su equipo de Fórmula Renault, que ese año contó con el apoyo oficial de Plan Rombo, logrando también el campeonato de pilotos, de la mano de Nicolás Trosset.

## Resumen de carrera
| Temporada | Categoría                                      | Equipo                                  | Carreras | Victorias | Poles | VR | Podios | Puntos | Pos. |
| --------- | ---------------------------------------------- | --------------------------------------- | -------- | --------- | ----- | -- | ------ | ------ | ---- |
| 2005      | Fórmula Renault Argentina                      | Werner Competición                      | 13       | 2         | 3     | 2  | 4      | 101    | 4.º  |
| 2006      | Fórmula Renault Argentina                      | Werner Competición                      | 13       | 7         | 7     | 6  | 8      | 175    | 1.º  |
| 2006      | Eurocopa de Fórmula Renault                    | Team Jenzer                             | 2        | 0         | 0     | 0  | 0      | -      | -    |
| 2007      | Fórmula Renault Argentina                      | Werner Jr                               | 13       | 10        | 10    | 8  | 13     | 236    | 1.º  |
| 2007      | TC Pista                                       | Rush Racing                             | 15       | 3         | 0     | 4  | 4      | 156    | 3.º  |
| 2007      | Turismo Competición 2000                       | Ford YPF Toyota Team Argentina          | 4        | 0         | 0     | 0  | 0      | -      | -    |
| 2008      | Turismo Carretera                              | Micheli Motorsport                      | 9        | 0         | 0     | 0  | 0      | 32,5   | 34.º |
| 2008      | Turismo Competición 2000                       | Toyota Team Argentina                   | 14       | 0         | 0     | 0  | 1      | 46     | 13.º |
| 2009      | Turismo Carretera                              | Micheli Motorsport Martínez Competición | 15       | 1         | 0     | 0  | 1      | 101,5  | 18.º |
| 2009      | Turismo Competición 2000                       | Toyota Team Argentina                   | 13       | 2         | 1     | 0  | 2      | 65     | 7.º  |
| 2009      | Turismo Competición 2000 Copa Endurance Series | Toyota Team Argentina                   | 3        | 0         | 0     | 0  | 0      | 1      | 26.º |
| 2009      | Top Race V6                                    | Martínez Competición                    | 1        | 0         | 0     | 0  | 0      | -      | -    |
| 2010      | Turismo Carretera                              | Martínez Competición                    | 15       | 0         | 2     | 2  | 5      | 209,25 | 3.º  |
| 2010      | Turismo Competición 2000                       | Toyota Team Argentina                   | 13       | 0         | 1     | 2  | 4      | 94     | 3.º  |
| 2010      | Turismo Competición 2000 Copa Endurance Series | Toyota Team Argentina                   | 3        | 0         | 1     | 2  | 2      | 38     | 1.º  |
| 2010      | Top Race V6 Torneo Clausura                    | Schick Racing                           | 1        | 0         | 0     | 0  | 0      | 7      | 36.º |
| 2011      | Turismo Carretera                              | Martínez Competición                    | 12       | 1         | 3     | 0  | 3      | 124,75 | 13.º |
| 2011      | Turismo Competición 2000                       | Toyota Team Argentina                   | 13       | 1         | 2     | 1  | 4      | 182,5  | 2.º  |
| 2011      | Top Race V6                                    | Schick Racing                           | 4        | 0         | 0     | 1  | 1      | -      | NC   |
| 2012      | Turismo Carretera                              | 3M Racing                               | 16       | 1         | 1     | 0  | 1      | 116,25 | 15.º |
| 2012      | Súper TC 2000                                  | Toyota Team Argentina                   | 13       | 2         | 2     | 0  | 3      | 151    | 5.º  |
| 2012      | TC Mouras Torneo de pilotos invitados          | Alifraco Sport                          | 1        | 0         | 0     | 0  | 0      | 2,25   | 33.º |
| 2013      | Turismo Carretera                              | Lincoln Sport Group                     | 16       | 1         | 3     | 0  | 4      | 493,75 | 2.º  |
| 2013      | Súper TC 2000                                  | Toyota Team Argentina                   | 12       | 0         | 0     | 0  | 3      | 136    | 6.º  |
| 2013      | TC Mouras Torneo de pilotos invitados          | Werner Competición                      | 3        | 0         | 1     | 0  | 1      | 46     | 7.º  |
| 2014      | Turismo Carretera                              | 3M Werner Competición                   | 16       | 1         | 2     | 1  | 3      | 362    | 9.º  |
| 2014      | Súper TC 2000                                  | Equipo Petronas                         | 12       | 1         | 1     | 1  | 2      | 157    | 6.º  |
| 2014      | TC Mouras Torneo de pilotos invitados          | Werner Competición                      | 4        | 1         | 0     | 0  | 4      | 74     | 1.º  |
| 2014      | Turismo Nacional - Clase 3                     | Vittal G Racing Car                     | 11       | 1         | 0     | 1  | 3      | 173    | 6.º  |
| 2015      | Turismo Carretera                              | Werner Competición                      | 16       | 1         | 3     | 1  | 2      | 371    | 7.º  |
| 2015      | Súper TC 2000                                  | Lincoln Sport Group                     | 13       | 0         | 0     | 0  | 0      | 67     | 16.º |
| 2015      | TC Mouras Torneo de pilotos invitados          | Werner Competición                      | 2        | 0         | 0     | 0  | 0      | 17,5   | 22.º |
| 2015      | Top Race V6                                    | ABH Sport                               | 2        | 0         | 0     | 0  | 0      | 21     | 26.º |
| 2016      | Turismo Carretera                              | Werner Competición                      | 15       | 3         | 3     | 4  | 9      | 646    | 3.º  |
| 2016      | Súper TC 2000                                  | Team Peugeot Total Argentina            | 14       | 0         | 2     | 2  | 0      | 160    | 5.º  |
| 2017      | Turismo Carretera                              | Werner Competición                      | 9        | 1         | 1     | 2  | 1      | 264,75 | 23.º |
| 2017      | Súper TC 2000                                  | Team Peugeot Total Argentina            | 14       | 1         | 0     | 0  | 3      | 180    | 3.º  |
| 2017      | Turismo Nacional - Clase 3                     | FP Racing                               | 12       | 1         | 1     | 2  | 6      | 273,5  | 1.º  |
| 2018      | Turismo Carretera                              | Werner Competición                      | 15       | 1         | 2     | 2  | 3      | 441,5  | 4.º  |
| 2018      | Súper TC 2000                                  | Team Peugeot Total Argentina            | 13       | 2         | 0     | 1  | 4      | 128    | 7.º  |
| 2018      | Turismo Nacional - Clase 3                     | FP Racing                               | 12       | 3         | 1     | 3  | 5      | 247,5  | 3.º  |
| 2019      | Turismo Carretera                              | Fadel DTA Racing                        | 15       | 1         | 1     | 2  | 3      | 485,25 | 3.º  |
| 2019      | Súper TC 2000                                  | Fiat Racing Team STC2000                | 13       | 0         | 0     | 1  | 3      | 60     | 7.º  |
| 2019      | Turismo Nacional - Clase 3                     | FPC Competición Fiat FP Racing          | 3        | 0         | 0     | 0  | 0      | 43     | 28.º |
| 2020      | Turismo Carretera                              | Memo Corse by DTA Memo Corse by Azul    | 11       | 3         | 5     | 3  | 6      | 389,25 | 1.º  |
| 2020      | TC Pick Up                                     | Homero Racing                           | 7        | 2         | 1     | 2  | 2      | 231    | 3.º  |
| 2020      | Turismo Nacional - Clase 3                     | SL Sports Racing                        | 5        | 0         | 0     | 0  | 0      | 36     | 24.º |
| 2021      | Turismo Carretera                              | Martínez Competición                    | 15       | 4         | 6     | 3  | 6      | 660.75 | 1.º  |
| 2021      | TC Pick Up                                     | Toyota Gazoo Racing Argentina           | 11       | 2         | 4     | 2  | 4      | 287    | 3.º  |
| 2021      | Turismo Nacional - Clase 3                     | SL Sports Racing                        | 11       | 1         | 4     | 1  | 2      | 176    | 12.º |
| 2022      | Turismo Carretera                              | Fadel Werner Competición                | 15       | 2         | 1     | 2  | 5      | 466    | 2.º  |
| 2022      | TC Pick Up                                     | Toyota Gazoo Racing Argentina           | 11       | 2         | 3     | 2  | 4      | 272.5  | 6.º  |
| 2023      | Turismo Carretera                              | Fadel Werner Competición                | 15       | 3         | 5     | 3  | 4      | 676.5  | 1.º  |
| 2023      | TC Pick Up                                     | Toyota Gazoo Racing Argentina           | 12       | 3         | 3     | 3  | 7      | 652.5  | 1.º  |
| 2023      | Turismo Nacional - Clase 3                     | Coiro Dole Racing                       | 5        | 0         | 2     | 0  | 0      | 59     | 24.º |
| 2023      | Trans-Am - TA2 Series                          | Memo Corse                              | 3        | 0         | 0     | 0  | 0      | 104    | 41.º |
| Fuente:   |                                                |                                         |          |           |       |    |        |        |      |

## Resultados

### Turismo Competición 2000
| Año  | Equipo                | Auto              | 1   | 2   | 3   | 4   | 5   | 6   | 7   | 8   | 9   | 10  | 11  | 12  | 13  | 14  | Res. | Puntos |
| ---- | --------------------- | ----------------- | --- | --- | --- | --- | --- | --- | --- | --- | --- | --- | --- | --- | --- | --- | ---- | ------ |
| 2007 |                       |                   | CR  | GR  | BB  | SMM | SJU | SP  | AG  | SFE | SRA | VIE | BA  | OBE | SL  | PDE | -    | -      |
| 2007 | Ford YPF              | Ford Focus I      |     |     |     |     |     |     |     |     |     |     | 11† |     |     |     | -    | -      |
| 2007 | Toyota Team Argentina | Toyota Corolla IX |     |     |     |     |     |     |     |     |     |     |     | 18† | 10  | Ex. | -    | -      |
| 2008 |                       |                   | PAR | SAL | GR  | SFE | SJU | RES | AG  | BA  | OBE | TRH | VIE | SMM | PDF | PDE | 13.º | 46     |
| 2008 | Toyota Team Argentina | Toyota Corolla IX | 12  | 21  | Ex. | Ret | 5   | Ret | 12  | 8   | 5   | 14  | 14  | 2   | 11  | Ret | 13.º | 46     |
| 2009 |                       |                   | AG  | GR  | OBE | SMM | TRH | RES | BA  | CEN | SFE | SFE | SJU | SJU | PDF |     | 7.º  | 65     |
| 2009 | Toyota Team Argentina | Toyota Corolla X  | 13  | Ret | 5   | 11  | 10  | 1   | Ret | 1   | Ret | 20  | 9   | 18  | Ret |     | 7.º  | 65     |
| 2010 |                       |                   | PDE | SMM | GR  | AG  | RES | TRH | LR  | SFE | SFE | CEN | OBE | BA  | PDF |     | 3.º  | 94     |
| 2010 | Toyota Team Argentina | Toyota Corolla X  | 3   | 8   | 7   | Ret | 4   | 22† | Ret | 15  | 23† | 2   | 8   | 3   | 2   |     | 3.º  | 94     |
| 2011 |                       |                   | GR  | SFE | SFE | SMM | SJU | RES | AG  | TRH | LPL | TRE | JUN | PDF | PAR |     | 2.º  | 182,5  |
| 2011 | Toyota Team Argentina | Toyota Corolla X  | 6   | Ret | 8   | Ret | 3   | 2   | 15  | 4   | 1   | 3   | 4   | 10  | 7   |     | 2.º  | 182,5  |

#### Copa Endurance Series
| Año  | Equipo                | Auto             | 1   | 2   | 3   | Res. | Puntos |
| ---- | --------------------- | ---------------- | --- | --- | --- | ---- | ------ |
| 2009 |                       |                  | TRH | BA  | PDF | 26.º | 1      |
| 2009 | Toyota Team Argentina | Toyota Corolla X | 10  | Ret | Ret | 26.º | 1      |
| 2010 |                       |                  | TRH | CEN | BA  | 1.º  | 38     |
| 2010 | Toyota Team Argentina | Toyota Corolla X | 22† | 2   | 3   | 1.º  | 38     |

### Súper TC 2000
| Año  | Equipo                       | Auto             | 1    | 2   | 3   | 4    | 5   | 6    | 7   | 8   | 9   | 10  | 11    | 12  | 13    | 14    | Res. | Puntos |
| ---- | ---------------------------- | ---------------- | ---- | --- | --- | ---- | --- | ---- | --- | --- | --- | --- | ----- | --- | ----- | ----- | ---- | ------ |
| 2012 |                              |                  | AG   | BA  | ROS | SJU  | GR  | OBE  | RAF | SMM | RC  | SFE | SFE   | SAL | PDF   |       | 5.º  | 151    |
| 2012 | Toyota Team Argentina        | Toyota Corolla X | Ret  | 1   | 1   | 3    | 6   | 5    | 13  | 5   | Ret | 7   | 16†   | 8   | 12    |       | 5.º  | 151    |
| 2013 |                              |                  | BA   | ROS | SJU | TOA  | AG  | TRH  | JUN | SFE | GR  | LP  | SMM   | PDF |       |       | 6.º  | 136    |
| 2013 | Toyota Team Argentina        | Toyota Corolla X | 7    | 3   | 5   | 3    | 9   | 9    | 12  | Ret | 3   | 11  | 6     | 4   |       |       | 6.º  | 136    |
| 2014 |                              |                  | RAF  | VIE | AG  | ROS  | TOA | BA   | RES | SFE | SFE | SJU | TRH   | COD | PDF   |       | 6.º  | 157    |
| 2014 | Equipo Petronas              | Fiat Linea       | 5    | 4   | 5   | 9    | Ret | 8    | 1   | Ret | Ret | 16  | 7     | Ret | 2     |       | 6.º  | 157    |
| 2015 |                              |                  | JUN  | ROS | OBE | TRH  | RAF | SL I | SFE | SFE | TOA | GR  | SMM   | AG  | SL II |       | 16.º | 67     |
| 2015 | Lincoln Sport Group          | Ford Focus III   | 8    | Ret | 11  | 10   | Ex. | Ret  | 5   | Ret | 7   | 8   | Ret   | 11  | 16    |       | 16.º | 67     |
| 2016 |                              |                  | TRE  | ROS | SMM | AG I | TRH | OBE  | BA  | SFE | SFE | TOA | SJU   | GR  | GR    | AG II | 5.º  | 160    |
| 2016 | Team Peugeot Total Argentina | Peugeot 408 I    | 22†  | 5   | 8   | 12   | 12  | 4    | 20† | 4   | 4   | 4   | 5     | 4   | 7     | 4     | 5.º  | 160    |
| 2017 |                              |                  | BA I | PDF | SMM | ROS  | ROS | TRH  | RAF | OBE | SFE | SFE | BA II | SJU | GR    | AG    | 3.º  | 180    |
| 2017 | Team Peugeot Total Argentina | Peugeot 408 I    | 5    | 7   | 2   | 2    | 20  | 5    | 8   | 4   | 9   | 4   | 16    | 1   | Ret   | 4     | 3.º  | 180    |
| 2018 |                              |                  | BA I | ROS | ROS | SMM  | PDF | RAF  | SJU | OBE | SFE | SFE | TRH   | SNI | BA II | AG    | 7.º  | 128    |
| 2018 | Team Peugeot Total Argentina | Peugeot 408 I    | 3    | 3   | 11  | 8    | 13  | 11   | Ret | 8   | NL  | Ret | Ex.   | 1   | 11    | 1     | 7.º  | 128    |
| 2019 |                              |                  | AG   | GR  | VIL | ROS  | PAR | SAL  | SNI | SJU | SMM | SMM | BA    | RC  | CEN   |       | 7.º  | 60     |
| 2019 | Fiat Racing Team STC2000     | Fiat Tipo II     | 8    | 3   | Ret | 11   | 12  | 5    | Ret | 6   | 3   | 3   | 15    | 10  | 6     |       | 7.º  | 60     |

### Victorias en el Turismo Carretera
| #  | Fecha                    | Circuito                                       | Automóvil    |
| -- | ------------------------ | ---------------------------------------------- | ------------ |
| 1  | 11 de octubre de 2009    | Autódromo Ciudad de Paraná                     | Ford Falcon  |
| 2  | 17 de abril de 2011      | Autódromo Parque Provincia del Neuquén         | Ford Falcon  |
| 3  | 28 de octubre de 2012    | Autódromo Oscar y Juan Gálvez                  | Ford Falcon  |
| 4  | 24 de marzo de 2013      | Autódromo Eusebio Marcilla                     | Ford Falcon  |
| 5  | 30 de marzo de 2014      | Autódromo Ciudad de Concordia                  | Ford Falcon  |
| 6  | 21 de junio de 2015      | Autódromo Rosamonte                            | Ford Falcon  |
| 7  | 22 de mayo de 2016       | Autódromo Internacional de Termas de Río Hondo | Ford Falcon  |
| 8  | 14 de agosto de 2016     | Autódromo Ciudad de Rafaela                    | Ford Falcon  |
| 9  | 30 de octubre de 2016    | Autódromo Provincia de La Pampa                | Ford Falcon  |
| 10 | 27 de agosto de 2017     | Autódromo Internacional de Termas de Río Hondo | Ford Falcon  |
| 11 | 27 de mayo de 2018       | Autódromo Ciudad de Concordia                  | Ford Falcon  |
| 12 | 3 de noviembre de 2019   | Autódromo Provincia de La Pampa                | Ford Falcon  |
| 13 | 11 de octubre de 2020    | Autódromo San Nicolás Ciudad                   | Ford Falcon  |
| 14 | 7 de noviembre de 2020   | Autódromo Roberto Mouras                       | Ford Falcon  |
| 15 | 8 de noviembre de 2020   | Autódromo Roberto Mouras                       | Ford Falcon  |
| 16 | 28 de marzo de 2021      | Autódromo San Nicolás Ciudad                   | Ford Falcon  |
| 17 | 22 de agosto de 2021     | Autódromo Rosamonte                            | Ford Falcon  |
| 18 | 3 de octubre de 2021     | Autódromo Rosendo Hernández                    | Ford Falcon  |
| 19 | 31 de octubre de 2021    | Autódromo Ciudad de Viedma                     | Ford Falcon  |
| 20 | 18 de septiembre de 2022 | Autódromo Rosendo Hernández                    | Ford Falcon  |
| 21 | 9 de octubre de 2022     | Autódromo General San Martín                   | Ford Falcon  |
| 22 | 12 de febrero de 2023    | Autódromo Ciudad de Viedma                     | Ford Falcon  |
| 23 | 2 de julio de 2023       | Autódromo Rosamonte                            | Ford Falcon  |
| 24 | 29 de octubre de 2023    | Autódromo Ciudad de Rafaela                    | Ford Falcon  |
| 25 | 28 de abril de 2024      | Autódromo Provincia de La Pampa                | Ford Mustang |
| 26 | 20 de octubre de 2024    | Autódromo San Nicolás Ciudad                   | Ford Mustang |
| 27 | 10 de noviembre de 2024  | Autódromo Provincia de La Pampa                | Ford Mustang |
| 28 | 1 de junio de 2025       | Autódromo Oscar Cabalén                        | Ford Mustang |

## Palmarés
1. 1 2  Inhabilitado para sumar puntos por ser invitado.
2. 1 2  Inhabilitado para sumar puntos por ser invitado en los 200 Kilómetros y por incorporarse en las últimas 3 fechas.
3. ↑  Invitado de Nelson García.